# Giải Grammy cho trình diễn giọng pop nữ xuất sắc nhất
Giải Grammy cho Trình diễn giọng pop nữ xuất sắc nhất là một hạng mục nhạc pop trong giải Grammy (trước đây có tên là giải Gramophone), được Viện hàn lâm Nghệ thuật Thu âm Hoa Kỳ thành lập và trao giải từ năm 1959 đến năm 2011. Giải thưởng này được trao nhằm "tôn vinh các cá nhân hoặc tập thể có thành tựu nghệ thuật xuất sắc trong lĩnh vực thu âm, không xét đến doanh số bán album hay vị trí trên các bảng xếp hạng âm nhạc". Hạng mục này đã bị ngưng sau giải Grammy lần thứ 54 bởi một cuộc cải tổ lớn của các nhà tổ chức. Cụ thể là từ năm 2012, tất cả những màn trình diễn đơn ca thuộc thể loại pop (nam, nữ và nhạc) được chuyển sang một giải có tên gọi mới là Giải Grammy cho Trình diễn đơn ca pop xuất sắc nhất.
Ella Fitzgerald trở thành nghệ sĩ đầu tiên đoạt giải tại lễ trao giải Grammy lần thứ 1 với nhạc phẩm Ella Fitzgerald Sings the Irving Berlin Song Book. Bà và Barbra Streisand là hai nghệ sĩ thắng nhiều giải nhất (5 giải). Riêng Ella còn là người duy nhất thắng giải bốn năm liên tiếp, trong khi Barbara giữ kỷ lục nhiều đề cử nhất (12 lần). Có hai nghệ sĩ từng hai lần thắng cử là Dionne Warwick và Whitney Houston. Danh sách ba ca sĩ từng thắng giải hai lần là Christina Aguilera, Sarah McLachlan và Norah Jones.

## Nội dung thắng giải

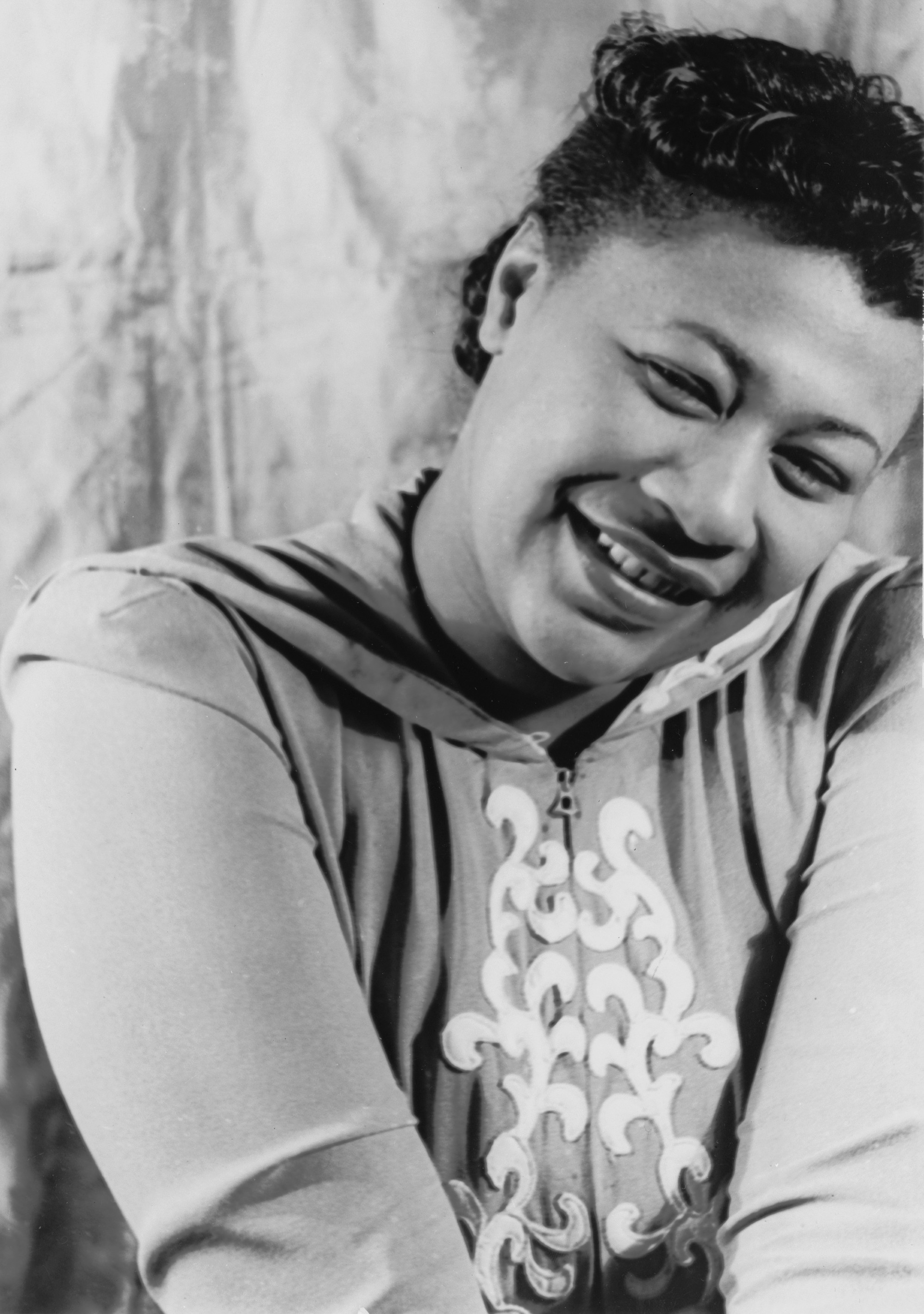
Ella Fitzgerald là nghệ sĩ đầu tiên đoạt giải vào năm 1959. Bà vừa là nữ nghệ sĩ thắng nhiều giải nhất (5 giải), vừa là người duy nhất thắng giải bốn năm liên tiếp.

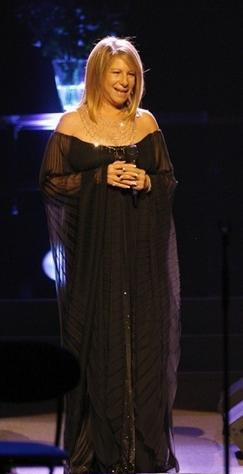
Barbra Streisand là nữ nghệ sĩ có nhiều đề cử nhất với 12 đề cử; và cùng thắng nhiều giải nhất với Ella Fitzgerald, với 5 giải thắng.

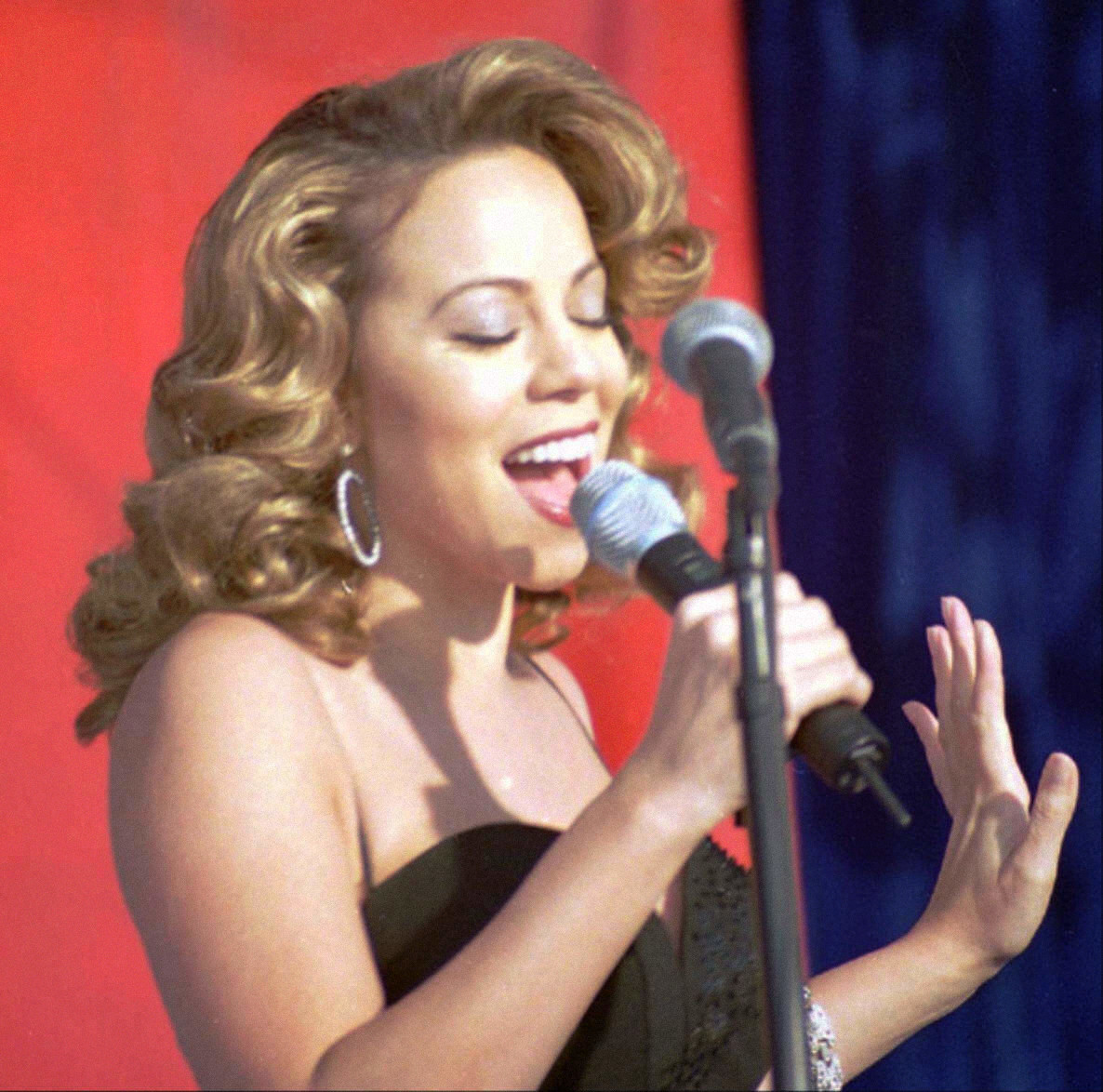
Mariah Carey thắng 1 giải vào năm 1991 trên tổng 8 đề cử.

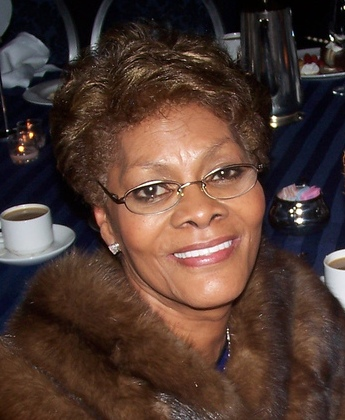
Dionne Warwick thắng 3 giải trên tổng 7 đề cử.

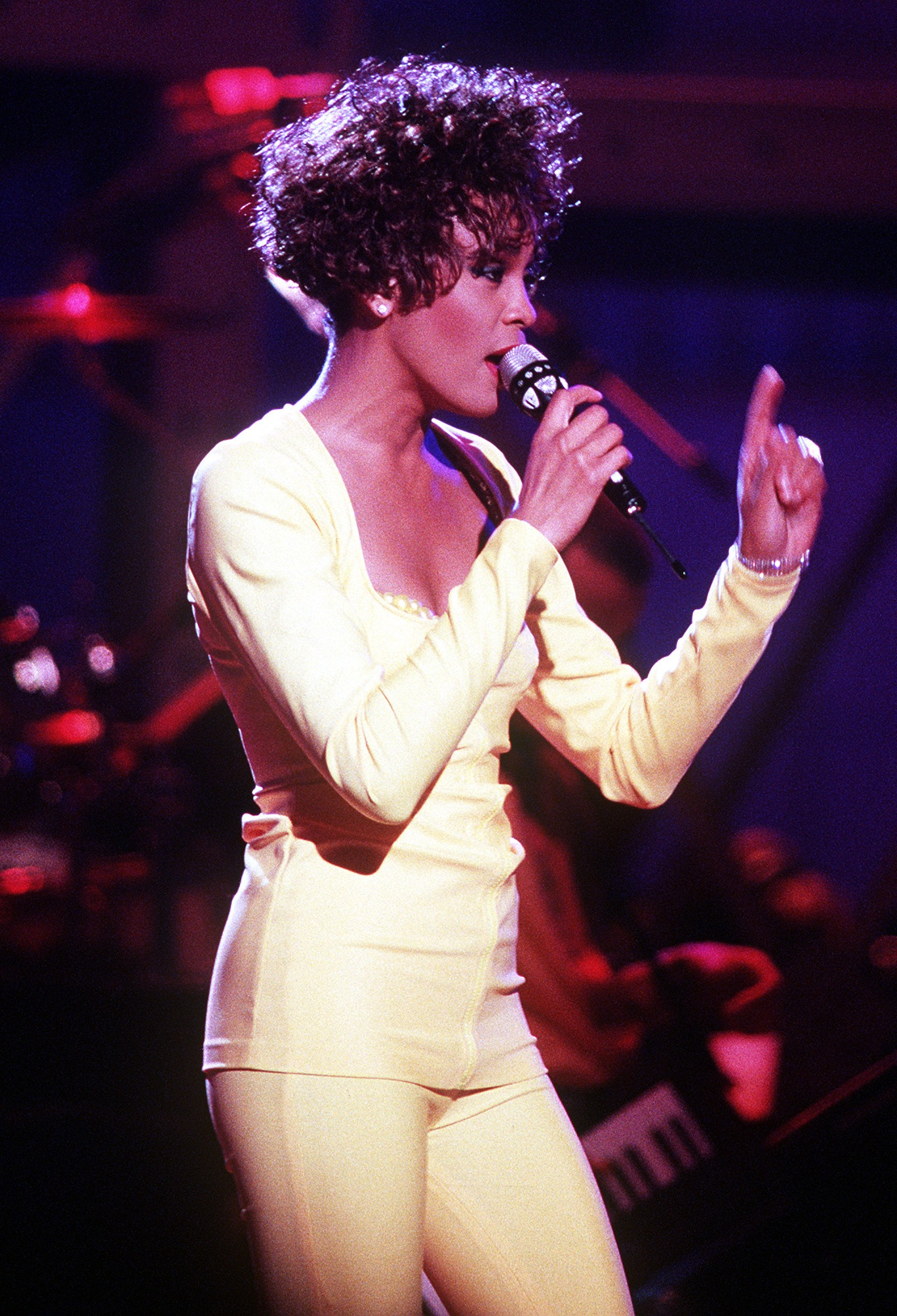
Whitney Houston thắng 3 giải trên tổng 6 đề cử.

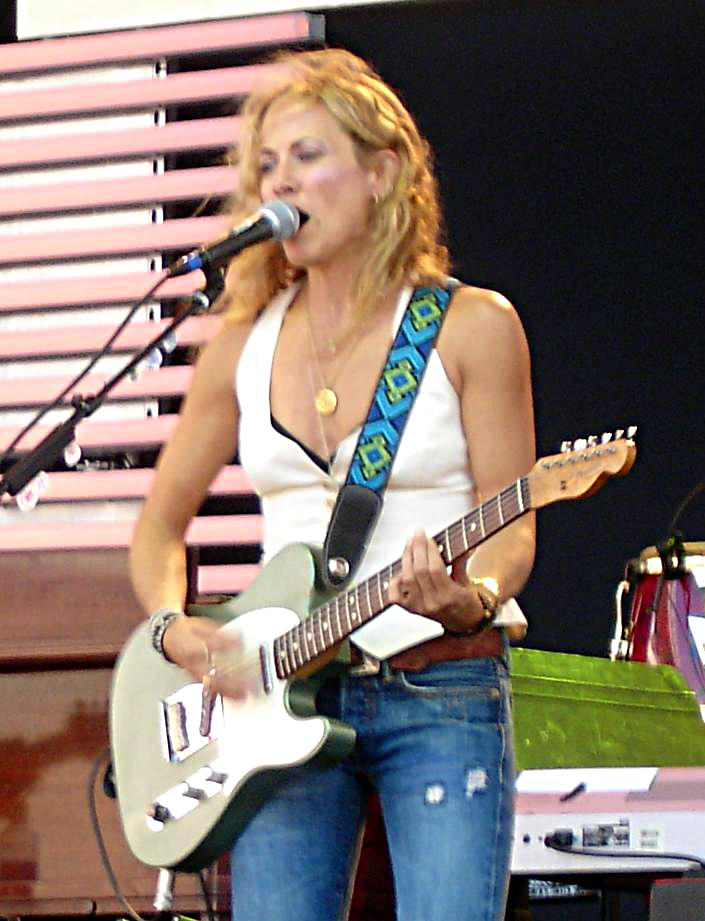
Sheryl Crow thắng 1 giải vào năm 1995 trên tổng 6 đề cử.

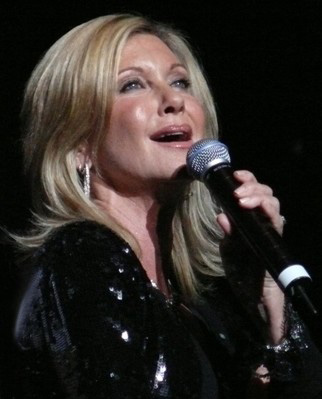
Olivia Newton-John thắng 1 giải vào năm 1975 giải trên tổng 6 đề cử.

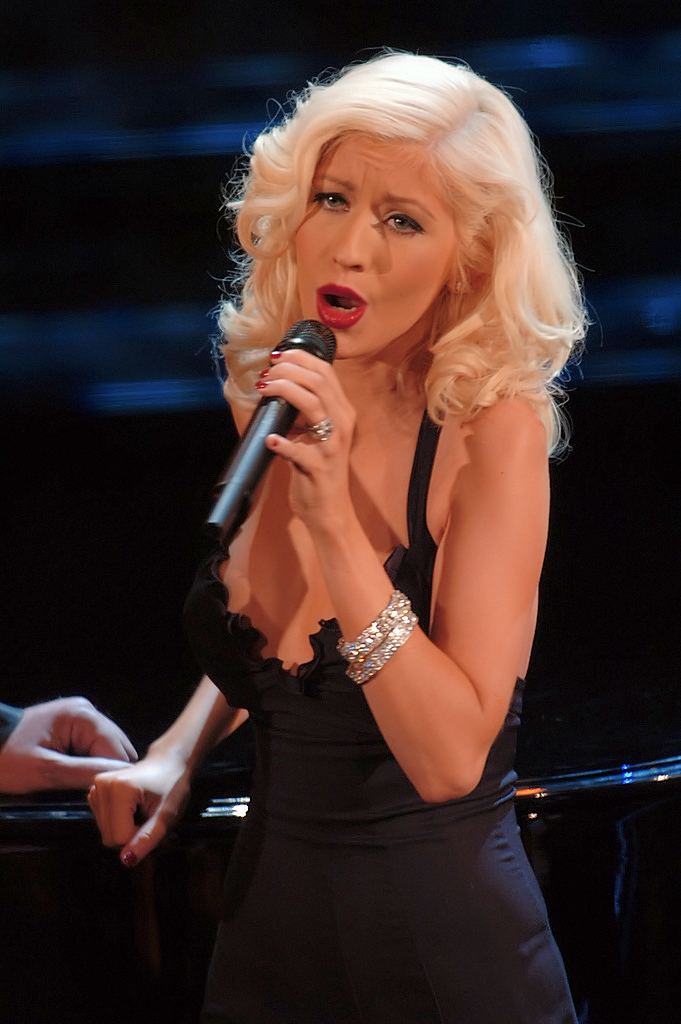
Christina Aguilera thắng 2 giải trên tổng 5 đề cử.

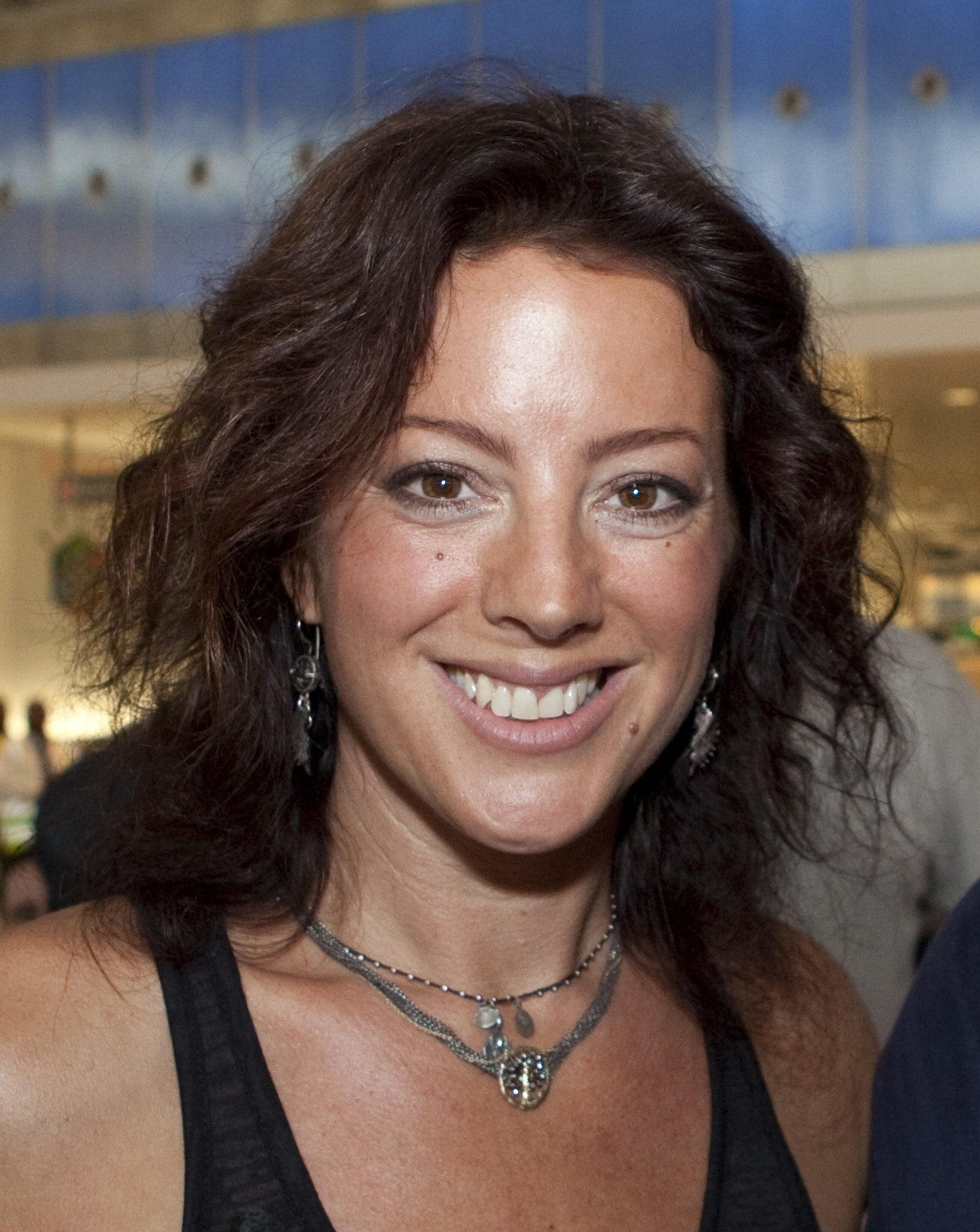
Sarah McLachlan thắng 2 giải trên tổng 5 đề cử.

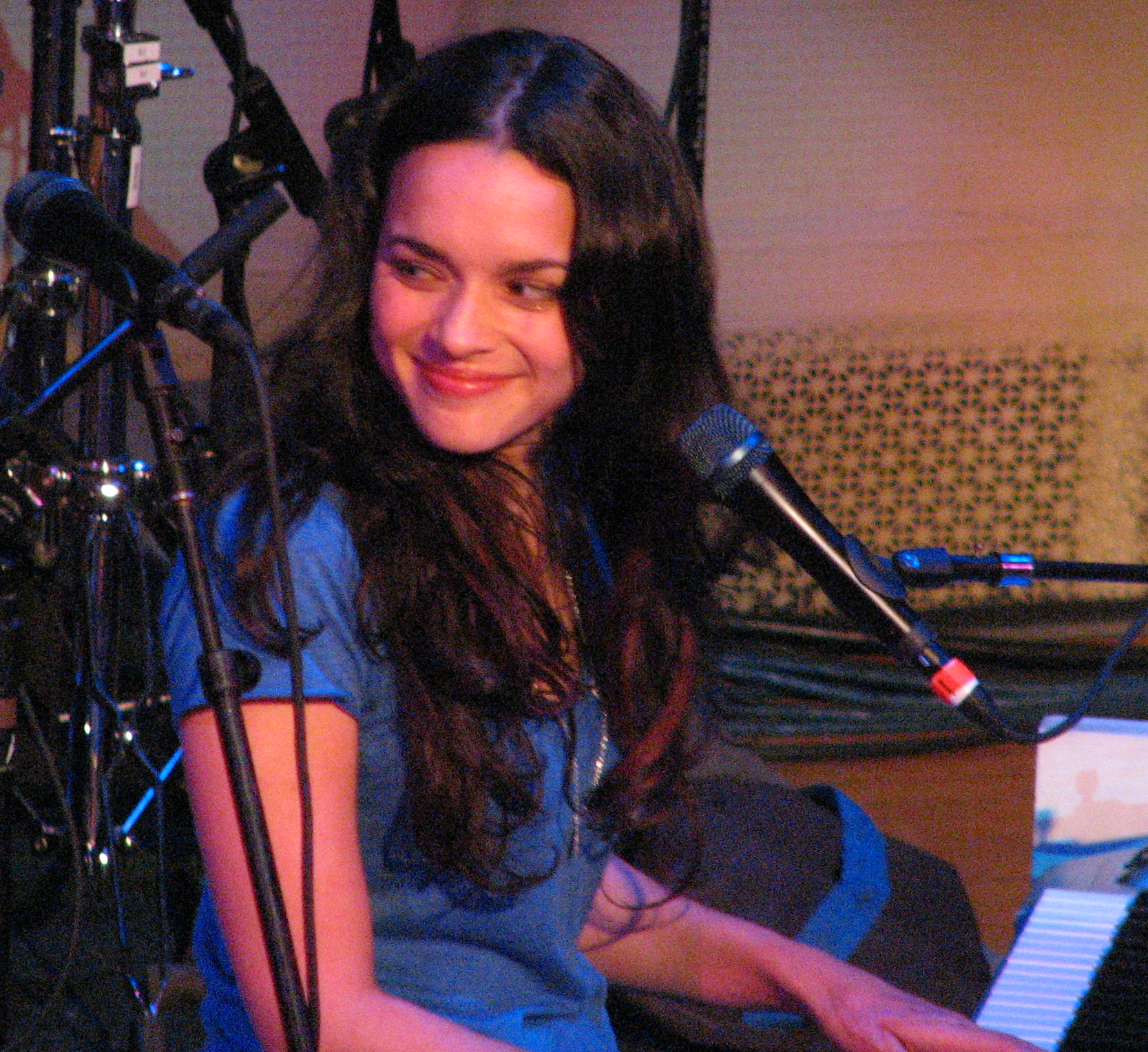
Norah Jones thắng 2 giải trên tổng 3 đề cử.

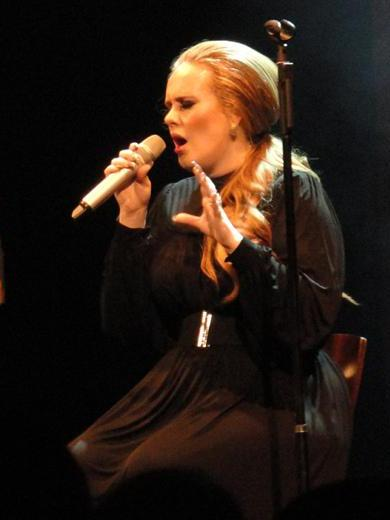
Adele thắng 1 giải vào năm 2009 trên tổng 2 đề cử.

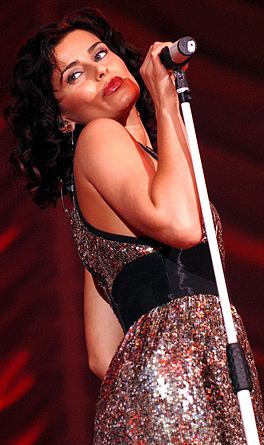
Nelly Furtado thắng 1 giải vào năm 2002 trên 2 đề cử.

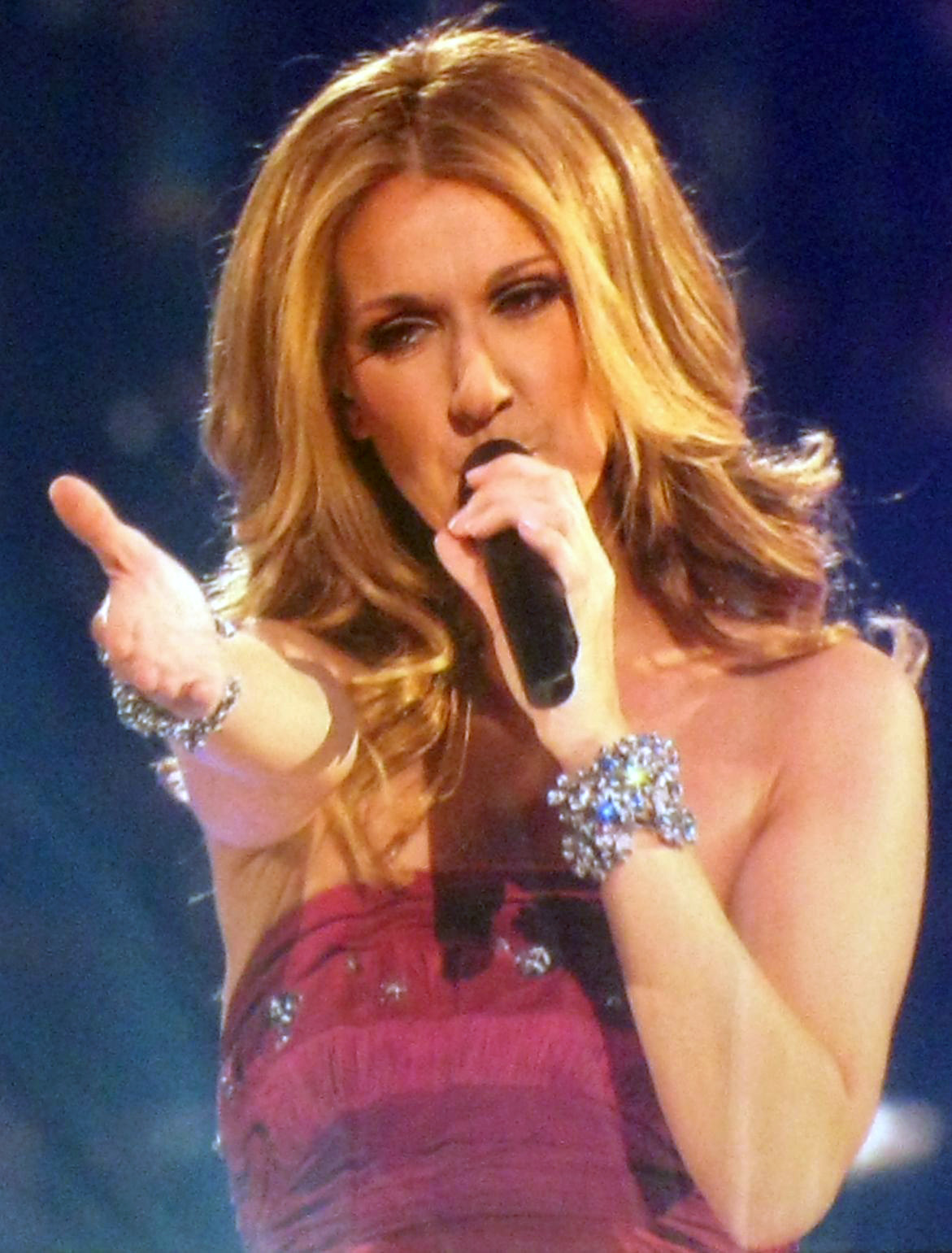
Céline Dion thắng 1 giải vào năm 1999.

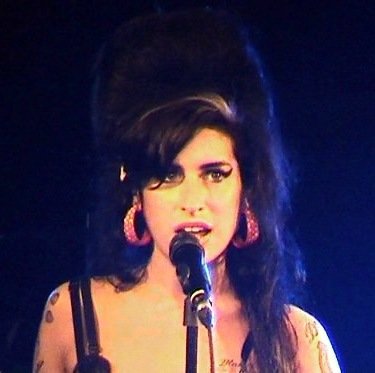
Amy Winehouse thắng 1 giải vào năm 2008.

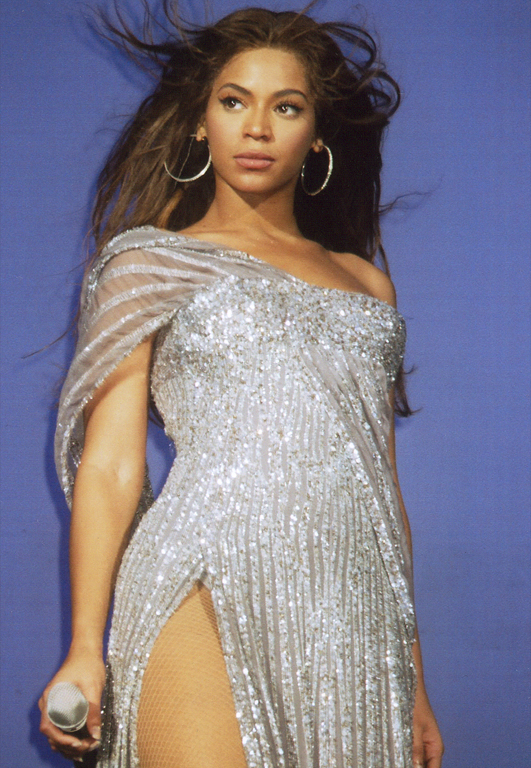
Beyoncé thắng 1 giải vào năm 2009.

Lady Gaga thắng 1 giải vào năm 2011.

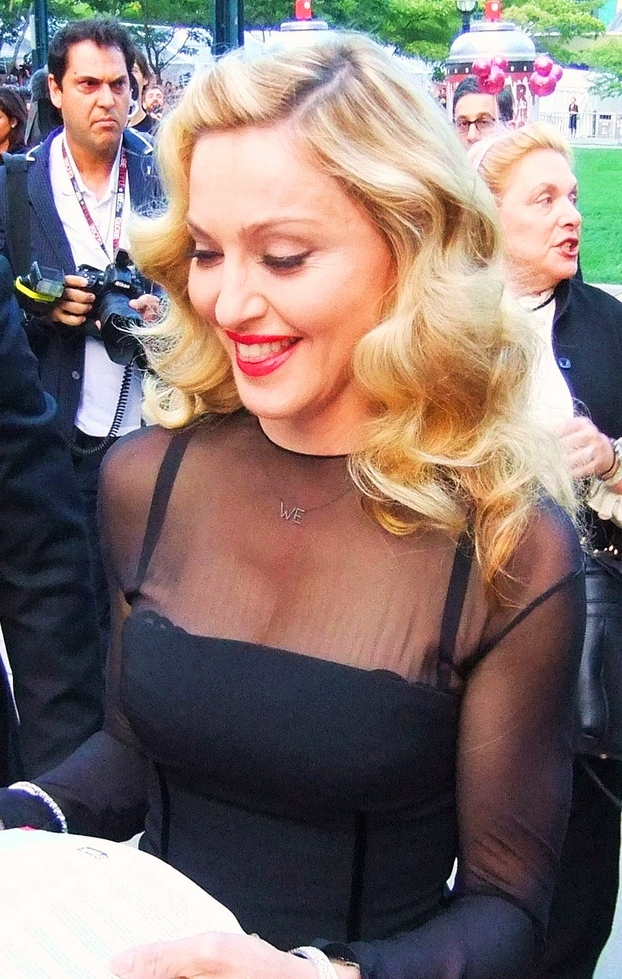
Madonna có 4 đề cử.

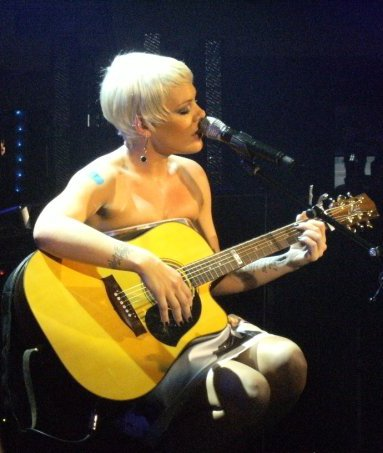
Pink có 4 đề cử.

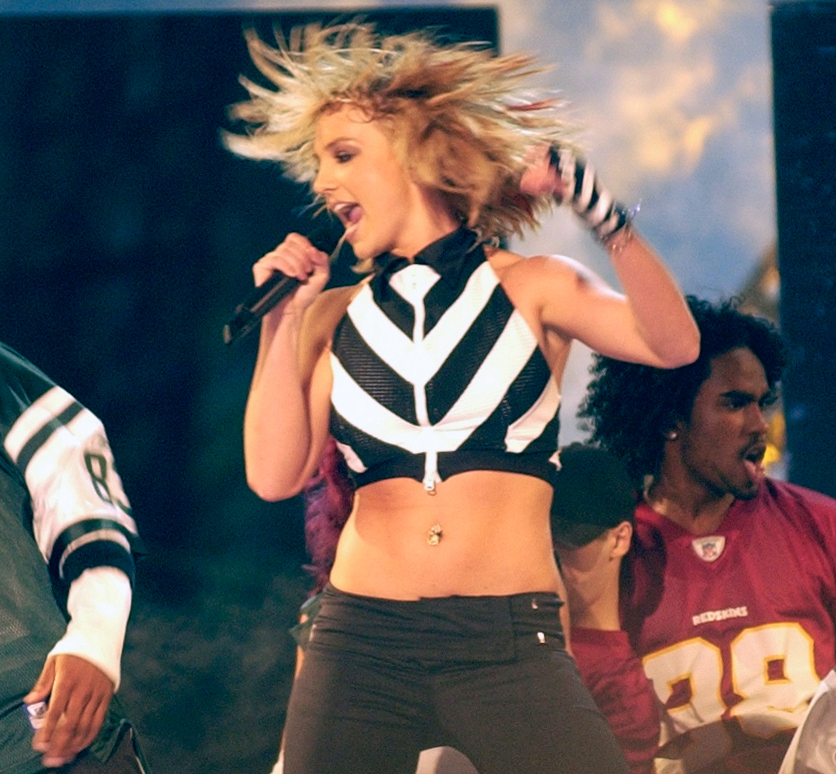
Britney Spears có 3 đề cử.

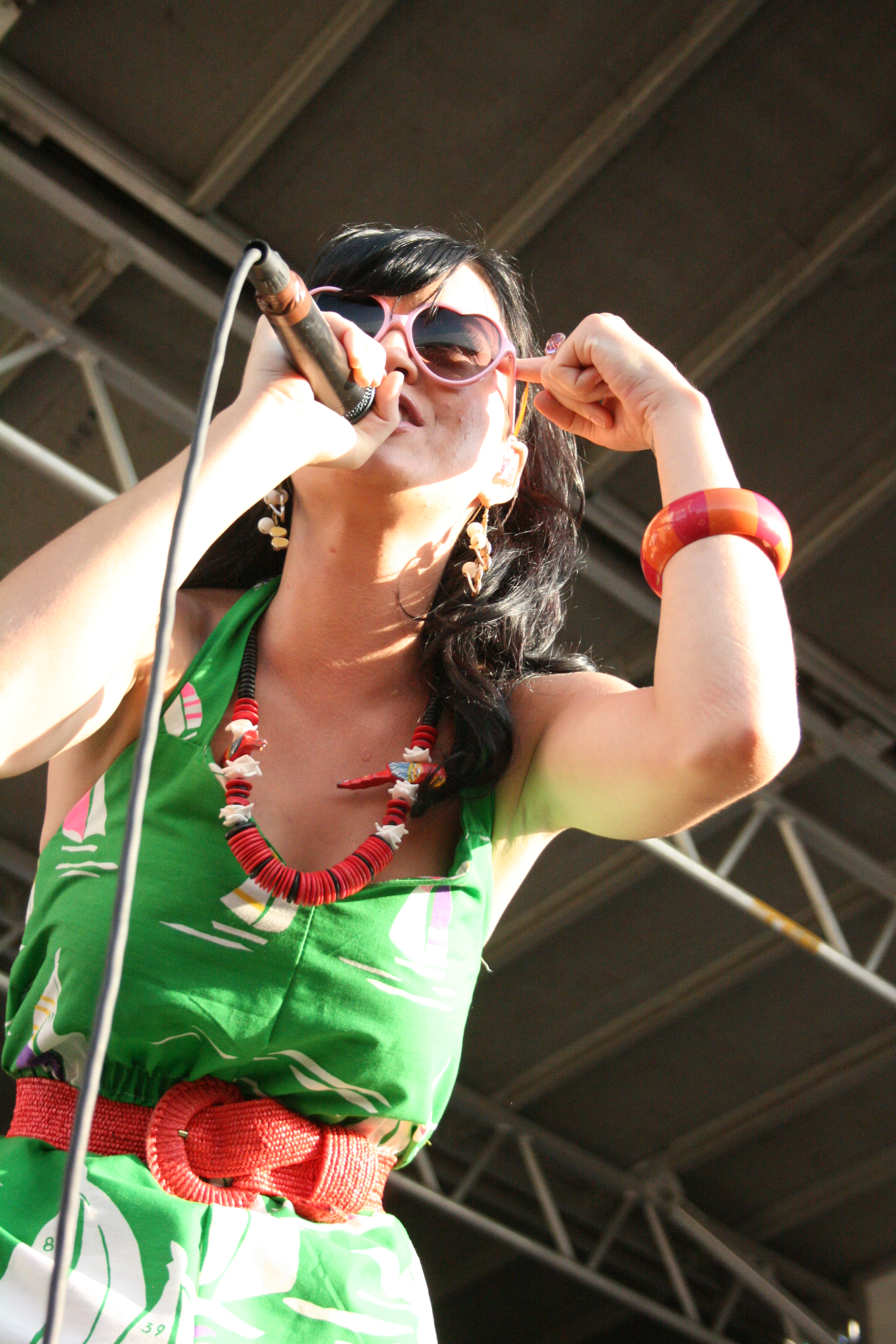
Katy Perry có 3 đề cử.

| Năm            | Nghệ sĩ            | Quốc tịch | Tác phẩm đề cử                                   | Các đề cử khác                                                  | Nguồn  |
| -------------- | ------------------ | --------- | ------------------------------------------------ | --------------------------------------------------------------- | ------ |
| 1959           | Ella Fitzgerald    | Hoa Kỳ    | Ella Fitzgerald Sings the Irving Berlin Songbook | - Keely Smith - "I Wish You Love"                               | [ 4 ]  |
| 1959           | Ella Fitzgerald    | Hoa Kỳ    | "But Not for Me"                                 | - Caterina Valente - La Strada del Amore                        | [ 5 ]  |
| 1961 (đĩa đơn) | Ella Fitzgerald    | Hoa Kỳ    | "Mack the Knife"                                 | - Peggy Lee - "I'm Gonna Go Fishin"                             | [ 6 ]  |
| 1961 (album)   | Ella Fitzgerald    | Hoa Kỳ    | Ella in Berlin: Mack the Knife                   | - Della Reese - Della                                           | [ 6 ]  |
| 1962           | Judy Garland       | Hoa Kỳ    | Judy at Carnegie Hall                            | - Peggy Lee - Basin Street East Proudly Presents Miss Peggy Lee | [ 7 ]  |
| 1963           | Ella Fitzgerald    | Hoa Kỳ    | Ella Swings Brightly with Nelson                 | - Pat Thomas - Slightly Out of Time                             | [ 8 ]  |
| 1964           | Barbra Streisand   | Hoa Kỳ    | The Barbra Streisand Album                       | - Dominique - The Singing Nun                                   | [ 9 ]  |
| 1965           | Barbra Streisand   | Hoa Kỳ    | "People"                                         | - Nancy Wilson - How Glad I Am                                  | [ 10 ] |
| 1966           | Barbra Streisand   | Hoa Kỳ    | My Name Is Barbra                                | - Nancy Wilson - Gentle Is My Love                              |        |
| 1967           | Eydie Gormé        | Hoa Kỳ    | If He Walked into My Life Today                  | - Barbra Streisand - Color Me Barbra                            |        |
| 1968           | Bobbie Gentry      | Hoa Kỳ    | "Ode to Billie Joe"                              | - Dionne Warwick - "Alfie"                                      | [ 11 ] |
| 1969           | Dionne Warwick     | Hoa Kỳ    | "Do You Know the Way to San Jose"                | - Barbra Streisand - "Funny Girl"                               |        |
| 1970           | Peggy Lee          | Hoa Kỳ    | Is That All There Is?                            | - Dionne Warwick - This Girl's in Love with You                 | [ 12 ] |
| 1971           | Dionne Warwick     | Hoa Kỳ    | "I'll Never Fall in Love Again"                  | - Diana Ross - "Ain't No Mountain High Enough"                  | [ 13 ] |
| 1972           | Carole King        | Hoa Kỳ    | Tapestry                                         | - Carly Simon - That's the Way I've Always Heard It Should Be   | [ 14 ] |
| 1973           | Helen Reddy        | Hoa Kỳ    | I Am Woman                                       | - Barbra Streisand - Sweet Inspiration/Where You Lead           | [ 15 ] |
| 1974           | Roberta Flack      | Hoa Kỳ    | "Killing Me Softly with His Song"                | - Carly Simon - "You're So Vain"                                | [ 16 ] |
| 1975           | Olivia Newton-John | Úc        | "I Honestly Love You"                            | - Joni Mitchell - Court and Spark                               |        |
| 1976           | Janis Ian          | Hoa Kỳ    | "At Seventeen"                                   | - Linda Ronstadt - "Heart Like a Wheel"                         | [ 17 ] |
| 1977           | Linda Ronstadt     | Hoa Kỳ    | Hasten Down the Wind                             | - Vicki Sue Robinson - Turn the Beat Around                     | [ 18 ] |
| 1978           | Barbra Streisand   | Hoa Kỳ    | "Evergreen (Love Theme from A Star Is Born)"     | - Carly Simon - Nobody Does It Better                           | [ 19 ] |
| 1979           | Anne Murray        | Canada    | "You Needed Me"                                  | - Donna Summer - "MacArthur Park"                               | [ 20 ] |
| 1980           | Dionne Warwick     | Hoa Kỳ    | "I'll Never Love This Way Again"                 | - Donna Summer - "Bad Girls"                                    | [ 21 ] |
| 1981           | Bette Midler       | Hoa Kỳ    | "The Rose"                                       | - Donna Summer - "On the Radio"                                 | [ 21 ] |
| 1982           | Lena Horne         | Hoa Kỳ    | Lena Horne: The Lady and Her Music               | - Olivia Newton-John - "Physical"                               | [ 21 ] |
| 1983           | Melissa Manchester | Hoa Kỳ    | "You Should Hear How She Talks About You"        | - Linda Ronstadt - "Get Closer"                                 | [ 21 ] |
| 1984           | Irene Cara         | Hoa Kỳ    | "Flashdance... What a Feeling"                   | - Bonnie Tyler - "Total Eclipse of the Heart"                   | [ 21 ] |
| 1985           | Tina Turner        | Hoa Kỳ    | "What's Love Got to Do with It"                  | - Deniece Williams - "Let's Hear It for the Boy"                | [ 21 ] |
| 1986           | Whitney Houston    | Hoa Kỳ    | "Saving All My Love for You"                     | - Tina Turner - "We Don't Need Another Hero"                    | [ 21 ] |
| 1987           | Barbra Streisand   | Hoa Kỳ    | The Broadway Album                               | - Dionne Warwick - Dionne and Friends                           | [ 21 ] |
| 1988           | Whitney Houston    | Hoa Kỳ    | "I Wanna Dance with Somebody (Who Loves Me)"     | - Suzanne Vega - "Luka"                                         | [ 21 ] |
| 1989           | Tracy Chapman      | Hoa Kỳ    | "Fast Car"                                       | - Brenda Russell - "Get Here"                                   | [ 21 ] |
| 1990           | Bonnie Raitt       | Hoa Kỳ    | "Nick of Time"                                   | - Linda Ronstadt - "Cry Like a Rainstorm, Howl Like the Wind"   | [ 21 ] |
| 1991           | Mariah Carey       | Hoa Kỳ    | "Vision of Love"                                 | - Lisa Stansfield - "All Around the World"                      | [ 21 ] |
| 1992           | Bonnie Raitt       | Hoa Kỳ    | "Something to Talk About"                        | - Whitney Houston - "All the Man That I Need"                   | [ 21 ] |
| 1993           | k.d. Lang          | Canada    | "Constant Craving"                               | - Vanessa L. Williams — "Save the Best for Last"                | [ 21 ] |
| 1994           | Whitney Houston    | Hoa Kỳ    | "I Will Always Love You"                         | - Tina Turner — "I Don't Wanna Fight"                           | [ 21 ] |
| 1995           | Sheryl Crow        | Hoa Kỳ    | "All I Wanna Do"                                 | - Barbra Streisand — "Ordinary Miracles"                        | [ 21 ] |
| 1996           | Annie Lennox       | Anh Quốc  | "No More I Love You's"                           | - Vanessa L. Williams — "Colors of the Wind"                    | [ 21 ] |
| 1997           | Toni Braxton       | Hoa Kỳ    | "Un-Break My Heart"                              | - Jewel — "Who Will Save Your Soul"                             | [ 21 ] |
| 1998           | Sarah McLachlan    | Canada    | "Building a Mystery"                             | - Jewel — "Foolish Games"                                       | [ 21 ] |
| 1999           | Céline Dion        | Canada    | "My Heart Will Go On"                            | - Sarah McLachlan — "Adia"                                      | [ 21 ] |
| 2000           | Sarah McLachlan    | Canada    | "I Will Remember You (Live)"                     | - Britney Spears — "...Baby One More Time"                      |        |
| 2001           | Macy Gray          | Hoa Kỳ    | "I Try"                                          | - Britney Spears — "Oops!... I Did It Again"                    |        |
| 2002           | Nelly Furtado      | Canada    | "I'm like a Bird"                                | - Lucinda Williams — "Essence"                                  | [ 21 ] |
| 2003           | Norah Jones        | Hoa Kỳ    | "Don't Know Why"                                 | - Britney Spears — "Overprotected"                              | [ 21 ] |
| 2004           | Christina Aguilera | Hoa Kỳ    | "Beautiful"                                      | - Sarah McLachlan — "Fallen"                                    | [ 21 ] |
| 2005           | Norah Jones        | Hoa Kỳ    | "Sunrise"                                        | - Joss Stone — "You Had Me"                                     | [ 21 ] |
| 2006           | Kelly Clarkson     | Hoa Kỳ    | "Since U Been Gone"                              | - Gwen Stefani — "Hollaback Girl"                               | [ 21 ] |
| 2007           | Christina Aguilera | Hoa Kỳ    | "Ain't No Other Man"                             | - KT Tunstall — "Black Horse and the Cherry Tree"               | [ 21 ] |
| 2008           | Amy Winehouse      | Anh Quốc  | "Rehab"                                          | - Nelly Furtado — "Say It Right"                                | [ 21 ] |
| 2009           | Adele              | Anh Quốc  | "Chasing Pavements"                              | - Pink — "So What"                                              | [ 21 ] |
| 2010           | Beyoncé            | Hoa Kỳ    | "Halo"                                           | - Taylor Swift — "You Belong With Me"                           | [ 22 ] |
| 2011           | Lady Gaga          | Hoa Kỳ    | "Bad Romance"                                    | - Katy Perry — "Teenage Dream"                                  | [ 23 ] |